# ティファニー (少女時代)

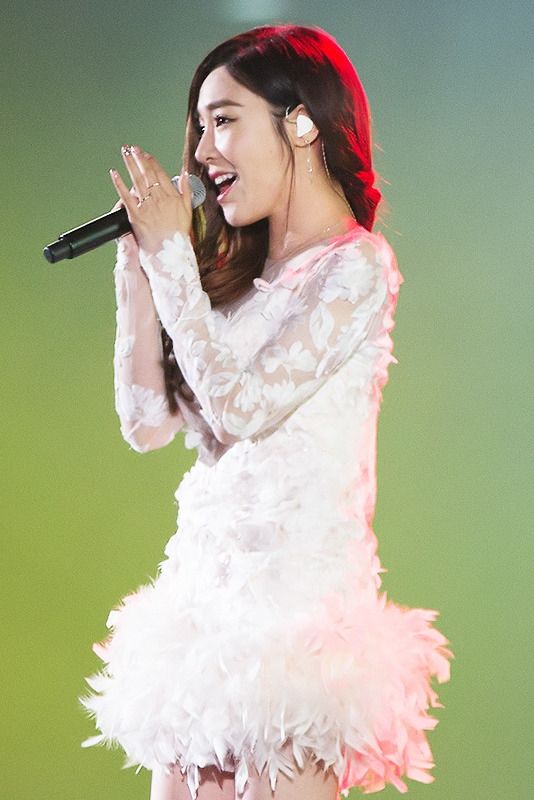
ティファニー（2015年）

ティファニー (티파니、Tiffany、本名：ステファニー・ヤン・ファン（Stephanie Young Hwang）、韓国名：ファン・ミヨン（황미영、黃美永、Hwang Mi-Young）、1989年8月1日 - ）は、アメリカ・サンフランシスコ生まれの韓国系アメリカ人の歌手。女性アイドルグループ・少女時代のメンバー。身長162cm、血液型はO型。家族構成は父、姉、兄。なお朝鮮語にはファ（F）の表音文字がない為、韓国では「ティパニ」と表記・発音される。

## 来歴
- 2004年10月、ロサンゼルスの韓国人祭りの舞台で歌っていたところ、SMエンタテインメントの関係者にスカウトされる。その後韓国に移住してSMの練習生となり、2年7ヵ月の練習期間を経て、2007年に「少女時代」のメンバーとしてデビュー。
- 2007年、ケント外国人学校卒業。
- 2007年から2008年にかけて、俳優キム・ヘソンと共にMnet「少年少女歌謡白書」のMCを担当。
- 2008年、ジェシカ、ソヒョンとのユニットで「오빠 나빠（オッパナッパ）」をリリース[注釈 1]。
- 2009年4月から、ユリとともにMBC「ショー! 音楽中心」のMCを担当。日本での活動に専念するために2010年7月に一旦降板したが、10月にはユリと共に復帰した。
- 2010年11月14日、「百想芸術大賞」の授賞式にて転倒し、左ひざ関節の後十字靭帯を損傷。その後約1ヶ月間、少女時代での活動を休止した。
- 2011年11月から2012年1月にかけて、ミュージカル「FAME」に出演[3]。
- 2012年5月から、テヨン、ソヒョンとのユニット「少女時代-テティソ」で活動を始める。
- 2016年5月、1stミニアルバム「I Just Wanna Dance」をリリースし、ソロデビュー。6月には、グループで先にソロデビューしたテヨン同様にソロコンサートを開催。
- 2017年10月、SMエンタテインメントとの契約を終了した後、再契約しないことを発表した。現在はアメリカにて演技の勉強をしながら、「Tiffany Young」という活動名で歌手としての活動をしている[4]。

## 人物・エピソード
- 愛称は「パニ」。自己紹介の時のキャッチフレーズは「宝石より輝くティファニー」。
- 特技は歌とフルート演奏。また、英語と朝鮮語とスペイン語を話せる。
- ピンク色が好きで、部屋や持ち物はピンク色のグッズで溢れている。
- 好きな食べ物はうなぎ[5]。
- 好きな言葉は「一生懸命やれば成せる」、「Today is my day. (今日はわたしの日だ)」[6]。
- 「となりのトトロ」など宮崎駿監督のアニメ映画が好きで、これらの作品を観て日本語を勉強している。また、日本への留学経験があるスヨンの影響で、日本文化に興味を持つようになったとも公言している。
- 本人曰く、この世で一番苦手なものは「人を笑わせること」。
- 2014年2PMメンバーニックンと1年余り公開恋愛したが2015年別れた。

### デビュー前
- 中学生の時は学校で酷いイジメを受けており、学力も低下し受験の時に悩みに悩んだが、無事、高校に合格した。
- 中学1年生の時に母親を病気で亡くしている。彼女が生まれた時、母親は「ティファニー」、父親は「ステファニー」と名づける事を主張した。結局、父親の主張通りになったが、母親を亡くして人生を深く考えるようになった事で、芸名はティファニーとした。ティファニーの父親は彼女にビジネスの勉強をさせたいと思っており、姉と同様に有名大学に進学させるつもりだった。そのため、スカウトを受け、歌手になりたいと相談した時には猛反対を受け、5日間も口をきいてもらえなかったという。しかし、「歌手になるしか道はない」と泣いて説得し、ついに許可を得て、3週間後には1人で韓国に移住した[7]。
- 家族はアメリカに在住しているため、練習生時代はテヨンとf(x)のソルリと合宿生活をしていた。

### デビュー後
- 少女時代ではリードボーカルを担当しているが、コンサートデビュー当時は朝鮮語を上手く話せず、自己紹介のときのセリフ「宝石（보석 / Boseok）より輝く」が「きのこ（버섯 / Beoseot）より輝く」に聞こえることがあった。また、少女時代のメンバーにイタズラで間違った言葉を教えられることが何度もあったという。もちろんコミュニケーションには全く支障のないレベルで発音も若干の英語アクセントを除けば上手な方だ。
- 練習期間が2年7ヵ月とメンバーの中で最も短いため、ダンスがあまり得意ではない。また、自転車に乗ることができず、メンバーが1人ずつ自転車に乗って坂を降りるシーンの撮影があった際は、ティファニーだけ自転車を押して歩いた。
- メンバーの精神的な支柱として知られ、ユリは「ティファニーの近くで寝ると安心する」「さみしくなるとティファニーに電話することがある」と告白した。また、ティファニーがテヨンを元気にすると、テヨンがサニーを元気にするので、少女時代のメンバー全員が元気になるという。
- やきもちやきな性格として知られる。サニーやユリが番組の共演者を楽屋に連れてきて仲良く話をしている時、ティファニーに一言も紹介しない際は鼻から息を出してやきもちをやくので、いつもサニーに笑われる。また、メンバーがソヒョンに「BABY」と言うと、「BABYは、私だけの愛称よ」と言ったことがある。
- 少女時代の中でお肌に最も気をつかうメンバーは誰かという質問にティファニーが選ばれた。化粧品、美容液、乳液、アイクリーム、水分クリーム、リップクリームなど5種類以上の化粧品を最も多く塗るという。
- 日本でのツアー中、精神的に敏感になっていたために些細なことでテヨンとケンカになり、翌日の公演が中止になりかけたが、マネージャーの仲介で仲直りし、事なきを得た[8]。
- 2009年、喉を酷使したために声帯結節を起こし、「Show！音楽中心」の生放送を一度だけ休んだ。2010年にはステージで転倒して靭帯を損傷するなど、よくケガをすることから、「総合病院」というニックネームが付けられた。

## 音楽活動

### ティファニー名義

#### ミニアルバム
| No. | 発売日         | タイトル           | 収録曲 |
| --- | -------------- | ------------------ | --- |
| 1st | 2016年05月11日 | I Just Wanna Dance | 収録曲 1. I Just Wanna Dance 2. TALK 3. FOOL 4. What Do I Do 5. Yellow Light 6. Once in a Lifetime 7. What Do I Do (English ver.) |

#### デジタルシングル
| No. | 発売日         | タイトル                                | 収録曲                                                                                             |
| --- | -------------- | --------------------------------------- | -------------------------------------------------------------------------------------------------- |
| 1st | 2016年05月23日 | I Just Wanna Dance (Kago Pengchi Remix) | 収録曲 1. I Just Wanna Dance (Kago Pengchi Remix)                                                  |
| 2nd | 2016年06月10日 | Heartbreak Hotel                        | 収録曲 1. Heartbreak Hotel (Feat. Simon Dominic) 2. Heartbreak Hotel (Feat. Simon Dominic) (Inst.) |

### Tiffany Yonng名義

#### ミニアルバム
| No. | 発売日         | タイトル     | 収録曲                                                                                       |
| --- | -------------- | ------------ | -------------------------------------------------------------------------------------------- |
| 1st | 2019年02月22日 | Lips On Lips | 収録曲 1. Born Again 2. Lips On Lips 3. The Flower 4. Not Barbie 5. Runaway (feat. Babyface) |

#### デジタルシングル
| No.  | 発売日         | タイトル                  | 収録曲                              |
| ---- | -------------- | ------------------------- | ----------------------------------- |
| 1st  | 2018年03月14日 | Remember Me（From"Coco"） | 収録曲 1. Remember Me（From"Coco"） |
| 2nd  | 2018年06月28日 | Over My Skin              | 収録曲 1. Over My Skin              |
| 3rd  | 2018年09月28日 | Teach You                 | 収録曲 1. Teach You                 |
| 4th  | 2018年11月30日 | Peppermint                | 収録曲 1. Peppermint                |
| 5th  | 2019年01月25日 | Born Again                | 収録曲 1. Born Again                |
| 6th  | 2019年02月14日 | Lips On Lips              | 収録曲 1. Lips On Lips              |
| 7th  | 2019年05月31日 | Runaway (feat. Babyface)  | 収録曲 1. Runaway (feat. Babyface)  |
| 8th  | 2019年08月02日 | Magnetic Moon             | 収録曲 1. Magnetic Moon             |
| 9th  | 2019年09月04日 | Magnetic Moon (Remix)     | 収録曲 1. Magnetic Moon (Remix)     |
| 10th | 2019年10月11日 | Run For Your Life         | 収録曲 1. Run For Your Life         |
| 11th | 2019年10月11日 | Run For Your Life (Remix) | 収録曲 1. Run For Your Life (Remix) |

### OST
- 2008年 SBS《快刀ホン・ギルドン》OST.「小さな船」
- 2008年 SBS《ベートーベン・ウィルス》OST.「愛はメロディーに乗って」
- 2009年 SBSウェブドラマ《幻の王女チャミョンゴ》OST.「私一人で」
- 2009年 MBC《No Limit〜地面にヘディング〜》OST.「Motion」
- 2010年 韓国観光公社Webドラマ《Haru》OST.「指輪 / 반지 / Ring」
- 2012年 KBS《ラブレイン》OST.「あなただから / 그대니까요 / Because it's you」
- 2012年 SBS《花ざかりの君たちへ》OST.「花ざかりの君たちへ」
- 2013年 SBS《私の恋愛のすべて》OST.「一歩」
- 2015年 KBS2《ディア・ブラッド》OST.「Only One」

### 参加アルバム
- 2007年SMTOWN冬のアルバム《2007 Winter SM Town》
- 2008年ルームメイト 《悪いお兄さん/오빠 나빠》(ジェシカ、ソヒョン)
- 2011年SM Town 冬のアルバム 《2011 Diamond SM Town》
- 2015年ハン・ヒジュン 《QnA》フィーチャリング

## 出演

### テレビドラマ
- 財閥家の末息子（2022年、JTBC） - レイチェル役

### MC
- 少年少女歌謡白書 (2007年-2008年、Mnet)
- ショー! 音楽中心 (2012年-2013年、MBC)

### バラエティ
- ハッピーサンデー - ココ観光シングル・シングル（2008年、KBS)
- Heart A Tag（2015年、Mnet）
- Girls Planet 999（2021年、Mnet）- K-POPマスター

### ミュージカル
- FAME（2011年11月-2012年1月、オリンピック公園ウリ金融アートホール） - カルメン・ディアス役